# Finkenwerder
Finkenwerder è un quartiere di Amburgo.

## Storia
Nel 1937 la cosiddetta "legge sulla Grande Amburgo" decretò la cessione del comune di Finkenwerder dalla Prussia al Land di Amburgo.